# Lilly Carandino
Lilly Carandino (născută Lilly Gușeilă; n. 28 februarie 1909, Brăila, România – d. martie 1995, București, România) a fost o actriță română.

## Studii
A absolvit în 1928 Conservatorul de Artă Dramatică din București unde a studiat sub îndrumarea maestrului Nicolae Soreanu. Debutează scenic cu rolul din piesa „Lorenzaccio”, în anul doi de facultate, când este angajată de Teatrul Național. Ulterior, în perioada 1928-1931, a studiat cu bursă la Paris sub îndrumarea profesorilor Charlotte Muttel, Georges Adet și Madame Simon.
Soțul ei a fost ziaristul Nicolae Carandino (1905-1996).

## Activitate teatrală
Între 1929 și 1969 a jucat zeci de roluri pe marile scene din București și din România, debutând pe scena Teatrului „Regina Maria” la întoarcerea din Paris:
- Teatrul Național București (1929-1931, 1935-1946);
- Compania Bulandra (1932);
- Teatrul Maican (1933-1935);
- Teatrul Odeon (1946);
- Teatrul Victoria (1947);
- Teatrul de Stat din Ploiești (1965-1969).

Între 1948 și 1964 i-a fost interzis să profeseze din cauza soțului ei, Nicolae Carandino, care era jurnalist,  simpatizant al Partidului Național-Țărănesc și deținut politic sub regimul comunist.
Printre rolurile sale se numără:
- „Moartea în vacanță” la Teatrul Regina Maria;
- „Fete în uniformă” la Fantazio;
- „Omul și masca” la Teatrul Național;
- „Despot Vodă” la Teatrul Național;
- „Poveste de iarnă” la Teatrul Național;
- „Joc primejdios” la Teatrul Național;
- „Mult zgomot pentru nimic”, la Teatrul Național;
- „Clopotul scufundat” la Teatrul Național;
- „Fântâna Blanduziei” la Teatrul Național;
- Desdemona în „Othelo” la Teatrul Ligii Culturale.

A rămas cunoscută în presa vremii nu atât datorită rolurilor jucate, cât mai ales din cauza prezenței în „grupul de la Tămădău”, un grup de susținători ai Partidului Național-Țărănesc. Deși au încercat să fugă în Occident, au fost prinși de autoritățile comuniste pe 14 iulie 1947.
S-a stins din viață în 1995 la București.

## Distincții
- Ordinul „Meritul Cultural” în gradul de Medalie cl. I, pentru teatru (23 septembrie 1942)[6]